# Siliana
Siliana (in arabo سليانة) è una città agricola della Tunisia settentrionale, capoluogo del governatorato omonimo. Si trova circa 130 km a sudovest della capitale Tunisi.